# Чемпіонат Європи із шахів 2014
15-й чемпіонат Європи з шахів 2014 — проходив з 2 по 15 березня 2014 року в Єревані за швейцарською системою у 11 турів.
Чемпіоном Європи 2014 року, набравши 9 очок з 11 можливих (+7-0=4) та випередивши найближчих переслідувачів на 1 очко, став 34-річний росіянин Олександр Мотильов.
Також 23 найкращі шахісти за підсумками турніру отримали право участі у наступному Кубку світу ФІДЕ, що пройде в 2015 році.

## Регламент турніру

### Розклад змагань
- Відкриття турніру: 2 березня
- Ігрові дні: 3-8, 10-14 березня
- Вихідний дні: 9 березня
- Закриття турніру: 14 березня

Початок партій 1-10 тур в 13-00, 11 тур в 12-00  — час Київський.

### Контроль часу
- 90 хвилин на 40 ходів, 30 хвилин до закінчення партії та додатково 30 секунд на хід починаючи з першого.

### Критерії розподілу місць
- 1. Усічений середній рейтинг;
- 2. Усічений коефіцієнт Бухгольца;
- 3. Коефіцієнт Бухгольця;
- 4. Кількість перемог.

### Призовий фонд
Загальний призовий фонд турніру становить — 160 000 Євро, з них 150 000 Євро — призові згідно зайнятих місць, 10 000 Євро — призові за найкращі показники «Перфоменс — рейтинг».

## Учасники— фаворити турніру
| - Етьєн Бакро ( Франція, 2739) — 19 - Павло Ельянов ( Україна, 2723) — 24 - Дмитро Яковенко ( Росія, 2723) — 25 - Антон Коробов ( Україна, 2719) — 28 - Володимир Малахов ( Росія, 2717) — 30 - Баадур Джобава ( Грузія, 2716) — 32 - Денис Хісматуллін ( Росія, 2714) — 34 - Радослав Войташек ( Польща, 2713) — 36 - Євген Томашевський ( Росія, 2711) — 39 | - Лоран Фрессіне ( Франція, 2709) — 41 - Юрій Криворучко ( Україна, 2706) — 45 - Олександр Арещенко ( Україна, 2705) — 47 - Золтан Алмаші ( Угорщина, 2704) — 48 - Давид Навара ( Чехія, 2700) — 50 - Юдіт Полгар ( Угорщина, 2693) — 56 (1 в жіночому рейтингу) - Андрій Волокітін ( Україна, 2674) — 77 - Юрій Кузубов ( Україна, 2642) — 123 - Михайло Олексієнко ( Україна, 2640) — 128 |

жирним  — місце в рейтингу станом на березень 2014 року

## Турнірна таблиця
Підсумкова турнірна таблиця
| Місце | Шахіст                | Країна    | Рейтинг |  | + | = | − | Очки | TB1  | Перфоменс | +/-    |
| ----- | --------------------- | --------- | ------- |  | - | - | - | ---- | ---- | --------- | ------ |
| 1     | Олександр Мотильов    | Росія     | 2656    |  | 7 | 4 | 0 | 9    | 2633 | 2872      | + 28,8 |
| 2     | Давід Антон Гуїхарро  | Іспанія   | 2559    |  | 7 | 2 | 2 | 8    | 2644 | 2775      | +32,5  |
| 3     | Володимир Фєдосєєв    | Росія     | 2641    |  | 6 | 4 | 1 | 8    | 2642 | 2790      | + 21,8 |
| 4     | Драган Солак          | Туреччина | 2610    |  | 5 | 6 | 0 | 8    | 2632 | 2774      | + 24,6 |
| 5     | Павло Ельянов         | Україна   | 2723    |  | 6 | 4 | 1 | 8    | 2630 | 2790      | + 9,3  |
| 6     | Константін Лупулеску  | Румунія   | 2643    |  | 6 | 4 | 1 | 8    | 2606 | 2759      | + 16,8 |
| 7     | Давід Навара          | Чехія     | 2700    |  | 6 | 4 | 1 | 8    | 2604 | 2763      | + 8,7  |
| 8     | Іван Шаріч            | Хорватія  | 2661    |  | 6 | 4 | 1 | 8    | 2546 | 2695      | + 5,7  |
| 9     | Ігор Лисий            | Росія     | 2655    |  | 5 | 6 | 0 | 8    | 2539 | 2699      | + 26,2 |
| 10    | Грант Мелкумян        | Англія    | 2613    |  | 4 | 7 | 0 | 7½   | 2651 | 2751      | + 21,6 |
| 11    | Радослав Войташек     | Польща    | 2713    |  | 4 | 7 | 0 | 7½   | 2625 | 2742      | + 4,7  |
| 12    | Дмитро Яковенко       | Росія     | 2723    |  | 4 | 7 | 0 | 7½   | 2623 | 2740      | + 3,3  |
| 13    | Владислав Артєм'єв    | Росія     | 2621    |  | 5 | 5 | 1 | 7½   | 2614 | 2712      | + 15,4 |
| 14    | Ілля Смірін           | Ізраїль   | 2644    |  | 6 | 3 | 2 | 7½   | 2612 | 2723      | + 12,3 |
| 15    | Лоран Фрессіне        | Франція   | 2709    |  | 5 | 5 | 1 | 7½   | 2612 | 2729      | + 3,6  |
| 16    | Габріель Саркісян     | Вірменія  | 2702    |  | 4 | 7 | 0 | 7½   | 2607 | 2721      | + 7,6  |
| 17    | Олександр Арещенко    | Україна   | 2705    |  | 5 | 5 | 1 | 7½   | 2600 | 2718      | + 2,4  |
| 18    | Мілош Перуновіч       | Сербія    | 2617    |  | 7 | 1 | 3 | 7½   | 2598 | 2706      | + 14,4 |
| 19    | Іван Чепарінов        | Болгарія  | 2681    |  | 6 | 3 | 2 | 7½   | 2597 | 2713      | + 5,1  |
| 20    | Віорел Йордаческу     | Молдова   | 2583    |  | 6 | 3 | 2 | 7½   | 2596 | 2696      | + 18,4 |
| 21    | Сергій Жигалко        | Білорусь  | 2671    |  | 4 | 7 | 0 | 7½   | 2578 | 2694      | + 4,1  |
| 22    | Самвел Тер-Саакян     | Вірменія  | 2572    |  | 5 | 5 | 1 | 7½   | 2558 | 2656      | + 15,4 |
| 23    | Балог Чаба            | Угорщина  | 2651    |  | 4 | 7 | 0 | 7½   | 2539 | 2656      | + 2,2  |
| 24    | Григорій Опарін       | Росія     | 2526    |  | 6 | 3 | 2 | 7½   | 2508 | 2610      | + 16,4 |
| …     |                       |           |         |  |   |   |   |      |      |           |        |
| 28    | Юрій Криворучко       | Україна   | 2706    |  | 4 | 6 | 1 | 7    | 2608 | 2694      | - 1,7  |
| 31    | Олександр Моїсеєнко   | Україна   | 2712    |  | 5 | 4 | 2 | 7    | 2582 | 2672      | - 5,4  |
| 46    | Антон Коробов         | Україна   | 2719    |  | 6 | 2 | 3 | 7    | 2449 | 2551      | - 19,7 |
| 49    | Володимир Онищук      | Україна   | 2583    |  | 4 | 5 | 2 | 6½   | 2617 | 2645      | + 10,7 |
| 52    | Баадур Джобава        | Грузія    | 2716    |  | 5 | 3 | 3 | 6½   | 2593 | 2638      | - 10,1 |
| 54    | Юдіт Полгар           | Угорщина  | 2693    |  | 4 | 5 | 2 | 6½   | 2586 | 2636      | - 7,7  |
| 55    | Даніїл Дубов          | Росія     | 2618    |  | 5 | 3 | 3 | 6½   | 2579 | 2621      | + 1,4  |
| 56    | Володимир Акопян      | Вірменія  | 2682    |  | 4 | 5 | 2 | 6½   | 2575 | 2625      | - 7,6  |
| 57    | Етьєн Бакро           | Франція   | 2739    |  | 4 | 5 | 2 | 6½   | 2575 | 2630      | - 14,7 |
| 60    | Юрій Кузубов          | Україна   | 2642    |  | 4 | 5 | 2 | 6½   | 2569 | 2615      | - 3,2  |
| 65    | Олександр Іпатов      | Туреччина | 2614    |  | 5 | 3 | 3 | 6½   | 2554 | 2597      | - 5,4  |
| 68    | Євген Томашевський    | Росія     | 2711    |  | 4 | 5 | 2 | 6½   | 2552 | 2606      | - 14,3 |
| 78    | Олександр Бєлявський  | Словенія  | 2643    |  | 4 | 5 | 2 | 6½   | 2413 | 2463      | - 22,7 |
| 104   | Михайло Олексієнко    | Україна   | 2640    |  | 4 | 4 | 3 | 6    | 2455 | 2481      | - 22,0 |
| 123   | Валерій Невєров       | Україна   | 2508    |  | 4 | 3 | 4 | 5½   | 2499 | 2463      | - 4,3  |
| 129   | Андрій Волокітін      | Україна   | 2674    |  | 4 | 3 | 4 | 5½   | 2481 | 2466      | - 28,5 |
| 223   | Світлана Чередниченко | Україна   | 2270    |  | 3 | 2 | 6 | 4    | 2297 | 2156      | - 25,6 |
| 252   | Гор Ваганян           | Україна   | 2176    |  | 2 | 1 | 8 | 2½   | 2251 | 2058      | - 24,5 |

становище шахістів після 10 туру на chess-results.com
- 1 місце  — Олександр Мотильов (Росія) — 8,5 очок;
- 2-6 місця  — Володимир Фєдосєєв (Росія), Драган Солак (Туреччина), Давід Навара (Чехія), Іван Сарич (Хорватія), Ігор Лисий (Росія) — по 7,5 очок;
- 7-17 місця  — 7 очок (в тому числі Павло Ельянов);
- 18-47 місця  — 6,5 очок (в тому числі Олександр Моїсеєнко, Олександр Арещенко, Юрій Кузубов);
- 48-76 місця  — 6 очок (в тому числі Юрій Криворучко , Михайло Олексієнко, Антон Коробов);
- 77-109 місця  — 5,5 очок (в тому числі Андрій Волокітін, Валерій Невєров, Володимир Онищук);
- 110–156 місця  — 5 очок;
- 157–187 місця  — 4,5 очки;

становище шахістів після 9 туру на chess-results.com
- 1 місце  — Олександр Мотильов (Росія) — 7,5 очок;
- 2-3 місця  — Драган Солак (Туреччина), Ілля Смірін (Ізраїль) — по 7 очок;
- 4-16 місця  — 6,5 очок (в тому числі Олександр Моїсеєнко);
- 17-39 місця  — 6 очок (в тому числі Павло Ельянов, Юрій Криворучко);
- 40-77 місця  — 5,5 очок (в тому числі Олександр Арещенко, Юрій Кузубов, Валерій Невєров);
- 78-108 місця  — 5 очок (в тому числі Михайло Олексієнко, Антон Коробов);
- 109–160 місця  — 4,5 очки (в тому числі Володимир Онищук, Андрій Волокітін);
- 161–190 місця  — по 4 очки;

становище шахістів після 8 туру на chess-results.com
- 1 місце  — Олександр Мотильов (Росія) — 7 очок;
- 2-14 місця  — 6 очок (в тому числі Олександр Моїсеєнко);
- 15-34 місця  — 5,5 очок (в тому числі Павло Ельянов, Юрій Криворучко);
- 35-72 місця  — 5 очок (в тому числі Олександр Арещенко, Юрій Кузубов, Валерій Невєров, Михайло Олексієнко);
- 73-114 місця  — 4,5 очки (в тому числі Володимир Онищук, Андрій Волокітін);
- 115–157 місця  — по 4 очки (в тому числі Антон Коробов);
- 158–190 місця  — по 3,5 очки;
- 191–219 місця  — по 3 очки;
- 220–239 місця  — по 2,5 очки (в тому числі Світлана Чередниченко, Гор Ватінян);

становище шахістів після 7 туру на chess-results.com
- 1 місце  — Олександр Мотильов (Росія) — 6 очок;
- 2-7 місця  — 5,5 очок (в тому числі Павло Ельянов);
- 8-29 місця  — 5 очок (в тому числі Олександр Моїсеєнко, Олександр Арещенко);
- 30-67 місця  — 4,5 очки (в тому числі Володимир Онищук, Юрій Криворучко , Андрій Волокітін);
- 68-117 місця  — по 4 очки (в тому числі Юрій Кузубов, Антон Коробов, Валерій Невєров, Михайло Олексієнко);
- 118–155 місця  — по 3,5 очки;

становище шахістів після 6 туру на chess-results.com
- 1 місце  — Олександр Мотильов (Росія) — 5,5 очок;
- 2-4 місця  — Радослав Войташек (Польща), Грант Мелкумян (Вірменія), Віктор Лазнічка (Чехія) — 5 очок;
- 5-18 місця  — 4,5 очки (в тому числі Павло Ельянов);
- 19-69 місця  — по 4 очки (в тому числі Володимир Онищук, Олександр Моїсеєнко, Юрій Криворучко , Юрій Кузубов, Олександр Арещенко);
- 70-112 місця  — по 3,5 очки (в тому числі Андрій Волокітін);
- 113–159 місця  — по 3 очки (в тому числі Антон Коробов, Валерій Невєров, Михайло Олексієнко);
- 160–201 місця  — по 2,5 очки (в тому числі Світлана Чередниченко);

становище шахістів після 5 туру на chess-results.com
- 1-2 місця  — Олександр Рязанцев (Росія), Олександр Мотильов (Росія) — 4,5 очки;
- 2-13 місця  — по 4 очки;
- 14-62 місця  — по 3,5 очки (в тому числі Володимир Онищук, Павло Ельянов, Юрій Криворучко , Юрій Кузубов, Олександр Арещенко);
- 63-111 місця  — по 3 очки (в тому числі Михайло Олексієнко, Андрій Волокітін, Олександр Моїсеєнко);
- 112–164 місця  — по 2,5 очки (в тому числі Антон Коробов, Валерій Невєров);

становище шахістів після 4 туру на chess-results.com
- 1 місце  — Євген Найєр (Росія) — 4 очки;
- 2-7 місця  — по 3,5 очки;
- 8-55 місця  — по 3 очки (в тому числі Володимир Онищук, Павло Ельянов, Юрій Криворучко , Юрій Кузубов, Олександр Арещенко);
- 56-110 місця  — по 2,5 очки (в тому числі Михайло Олексієнко, Антон Коробов, Олександр Моїсеєнко, Валерій Невєров);
- 111–162 місця  — по 2 очки (в тому числіАндрій Волокітін);

становище шахістів після 3 туру на chess-results.com
- 1-5 місця  — по 3 очки;
- 6-41 місця  — по 2,5 очка (в тому числі Володимир Онищук, Павло Ельянов, Юрій Криворучко , Юрій Кузубов);
- 42-106 місця  — по 2 очки (в тому числі Олександр Арещенко, Михайло Олексієнко);
- 107–164 місця  — по 1,5 очка (в тому числі Антон Коробов, Олександр Моїсеєнко, Валерій Невєров);
- 165–215 місця  — по 1 очку (в тому числі Андрій Волокітін, Світлана Чередниченко);
- 216–241 місця  — по 0,5 очка;
- 242–257 місця  — 0 очок.

## Результати виступівукраїнських шахістів
- Посів — відповідно до рейтингу Ело;
- Очки — сума набраних очок (1 за перемогу шахіста, ½ за нічию, 0 — за поразку);
- 1, 2, 3 і т. д.  — тури;
- 2542 — рейтинг суперника;
- Б/Ч — білі/чорні фігури;
- Перф  — турнірний перфоменс;
- М  — місце

| Посів | Шахіст                | Рейтинг | Очки | + | = | - | 1        | 2        | 3        | 4        | 5        | 6        | 7        | 8        | 9        | 10       | 11       | Перф | Місце |
| ----- | --------------------- | ------- | ---- | - | - | - | -------- | -------- | -------- | -------- | -------- | -------- | -------- | -------- | -------- | -------- | -------- | ---- | ----- |
| 2     | Павло Ельянов         | 2723    | 8    | 6 | 4 | 1 | 2467 Б 1 | 2591 Ч ½ | 2467 Б 1 | 2626 Ч ½ | 2618 Б ½ | 2614 Ч 1 | 2653 Б 1 | 2656 Ч 0 | 2651 Б ½ | 2650 Ч 1 | 2653 Б 1 | 2790 | 5     |
| 4     | Антон Коробов         | 2719    | 7    | 6 | 2 | 3 | 2461 Б 0 | 2266 Ч ½ | 1804 Ч 1 | 2455 Б 1 | 2559 Ч 0 | 2388 Б ½ | 2437 Ч 1 | 2572 Б 0 | 2243 Ч 1 | 2548 Б 1 | 2563 Б 1 | 2551 | 46    |
| 9     | Олександр Моїсеєнко   | 2712    | 7    | 5 | 4 | 2 | 2449 Ч ½ | 2465 Б 1 | 2583 Ч 0 | 2453 Б 1 | 2548 Ч ½ | 2557 Б 1 | 2626 Ч 1 | 2643 Б 1 | 2656 Б ½ | 2655 Ч 0 | 2635 Б ½ | 2672 | 31    |
| 12    | Юрій Криворучко       | 2706    | 6    | 4 | 6 | 1 | 2432 Б 1 | 2570 Ч 1 | 2612 Б ½ | 2618 Ч ½ | 2614 Б ½ | 2610 Б ½ | 2605 Ч ½ | 2583 Б 1 | 2647 Ч ½ | 2643 Б 0 | 2581 Ч 1 | 2694 | 28    |
| 13    | Олександр Арещенко    | 2705    | 7½   | 5 | 5 | 1 | 2431 Ч 1 | 2569 Б ½ | 2581 Ч ½ | 2560 Б 1 | 2612 Ч ½ | 2605 Б ½ | 2604 Ч 1 | 2641 Б 0 | 2600 Ч ½ | 2603 Б 1 | 2625 Ч 1 | 2718 | 17    |
| 28    | Андрій Волокітін      | 2674    | 5½   | 4 | 3 | 4 | 2398 Б ½ | 2408 Ч ½ | 2431 Б 0 | 2316 Ч 1 | 2424 Б 1 | 2528 Ч ½ | 2526 Б 1 | 2574 Ч 0 | 2554 Б 0 | 2432 Ч 1 | 2531 Б 0 | 2466 | 129   |
| 47    | Юрій Кузубов          | 2642    | 6½   | 4 | 5 | 2 | 2356 Ч 1 | 2508 Б 1 | 2548 Ч ½ | 2713 Б ½ | 2563 Ч ½ | 2559 Б ½ | 2527 Ч 0 | 2491 Б 1 | 2505 Ч ½ | 2557 Б 1 | 2723 Ч 0 | 2615 | 60    |
| 49    | Михайло Олексієнко    | 2640    | 6    | 4 | 4 | 3 | 2340 Ч ½ | 2340 Б ½ | 2399 Ч 1 | 2340 Б ½ | 2505 Ч ½ | 2491 Б 0 | 2409 Ч 1 | 2480 Б 1 | 2378 Ч 0 | 2507 Б 1 | 2563 Ч 0 | 2481 | 104   |
| 78    | Володимир Онищук      | 2583    | 6½   | 4 | 5 | 2 | 2216 Б 1 | 2739 Ч ½ | 2712 Б 1 | 2671 Ч ½ | 2661 Б ½ | 2653 Ч ½ | 2692 Б ½ | 2695 Ч 0 | 2491 Б 0 | 2388 Ч 1 | 2481 Б 1 | 2645 | 49    |
| 116   | Валерій Невєров       | 2508    | 5½   | 4 | 3 | 4 | 2000 Б 1 | 2642 Ч 0 | 2322 Б ½ | 2123 Ч 1 | 2651 Б 0 | 2365 Ч ½ | 2367 Б 1 | 2643 Ч 1 | 2649 Б ½ | 2612 Ч 0 | 2614 Ч 0 | 2463 | 123   |
| 194   | Світлана Чередниченко | 2270    | 3    | 3 | 2 | 6 | 2611 Б 0 | 2675 Ч 0 | 2100 Б 1 | 2567 Ч 0 | 1963 Б ½ | 2010 Ч 1 | 2424 Б 0 | 1874 Ч 0 | 2107 Б ½ | 2085 Ч 1 | 2424 Ч 0 | 2156 | 223   |
| 217   | Гор Ватінян           | 2176    | 2½   | 2 | 1 | 7 | 2572 Ч 0 | 2437 Б 0 | 1868 Ч 1 | 2399 Б ½ | 2388 Ч 0 | 2368 Ч 0 | 2043 Б 1 | 2356 Б 0 | 2067 Ч 0 | 2003 Ч 0 | 1843 Б 0 | 2058 | 252   |